# Chantal Nijkerken-de Haan
Chantal Natalie Antoinette Nijkerken-de Haan (Rijswijk, 18 september 1973) is een Nederlands politica en bestuurster. Ze is lid van de VVD. Sinds 2 april 2025 is ze burgemeester van Vught. 

## Opleiding en loopbaan
Nijkerken ging tot 1992 naar het havo op het Noctua Den Haag. Van 1992 tot 1997 studeerde zij Beleid, Bestuur en Management aan de Haagse Hogeschool. Van 1997 tot 1998 volgde zij een opleiding Total Quality Management aan de Hogeschool West-Brabant en van 2011 tot 2012 volgde zij een leergang Het Nieuwe Besturen van de School of Business and Economics aan de Universiteit Maastricht.
Van 1994 tot 2000 was Nijkerken coördinator Kwaliteit & Arbo, Inkoop & Gebouwenbeheer bij BOB Opleidingen Bouwcentrum. Vanaf 2000 tot 2010 was zij werkzaam bij het Academisch Ziekenhuis Maastricht. Van 2000 tot 2007 was zij daar stafadviseur van de Stichting Klinische Genetica Zuid-Oost Nederland en van 2007 tot 2010 stafadviseur Bedrijfsvoering & KRAM (Kwaliteit, Risico, Arbo & Milieu) bij het Oncologiecentrum.

## Politieke loopbaan
Verder was Nijkerken wethouder in Onderbanken van 2010 tot 2012 en in Meerssen van 2013 tot 2014. Van 2014 tot 2015 was zij zelfstandig project- & interim-manager vanuit haar eigen bedrijf Nijkerken Interim Management & Advies. Op 31 maart 2015 werd Nijkerken Tweede Kamerlid als opvolger van Klaas Dijkhoff die staatssecretaris werd. Ze stond als 30ste op de kandidatenlijst van de VVD voor de Tweede Kamerverkiezingen 2017. Op 30 maart 2021 nam zij afscheid van de Tweede Kamer.
Vanaf 1 mei 2021 was Nijkerken secretaris procedurele zaken van het bestuur van de VVD Regio Zuid. Van 21 juli 2021 tot 31 mei 2022 was zij wethouder in Venray. Ze werd zelfstandig ondernemer en vervulde diverse functies binnen de politiek en het openbaar bestuur. Op 1 januari 2024 werd ze lid van de Toetsingscommissie vangnet Participatiewet bij het ministerie van Sociale Zaken en Werkgelegenheid. Vanaf mei 2024 was zij kwartiermaker regio coördinatie Wonen Westelijke Mijnstreek.

## Burgemeester
Vanaf 16 september 2024 was Nijkerken waarnemend burgemeester van Beesel, als opvolger van Bob Vostermans die per 1 oktober van dat jaar burgemeester werd van Peel en Maas. Op 2 april 2025 werd ze burgemeester van Vught, als opvolger van Roderick van de Mortel die op 1 april van dat jaar stopte als burgemeester.

## Privéleven
Nijkerken werd geboren in Rijswijk en groeide op in Den Haag. Later woonde ze in Voorburg, Wijk bij Duurstede en Barendrecht. Vanaf 2000 woonde ze in Limburg, waaronder in Schinveld. Ze trouwde en kreeg twee dochters.
- Parlement.com: vjpljty4h9u2